# Дембовець (Мишковський повіт)
Дембовець (пол. Dębowiec) — село в Польщі, у гміні Порай Мишковського повіту Сілезького воєводства.
Населення — 59 осіб (2011).
У 1975-1998 роках село належало до Ченстоховського воєводства.

## Демографія
Демографічна структура станом на 31 березня 2011 року:
|          | Загалом | Допрацездатний вік | Працездатний вік | Постпрацездатний вік |
| -------- | ------- | ------------------ | ---------------- | -------------------- |
| Чоловіки | 28      | 3                  | 17               | 8                    |
| Жінки    | 31      | 7                  | 15               | 9                    |
| Разом    | 59      | 10                 | 32               | 17                   |